# Osthessisch
Osthessisch ist ein Dialekt, der in Osthessen, das heißt im Fuldaer Land und teilweise in der Rhön gesprochen wird.

## Osthessen
Mit Osthessen wird ein eigenständiger Dialektraum bezeichnet, der im Süden bis Bad Brückenau (Bayern), im Südwesten bis Schlüchtern, im Westen in den Vogelsberg bis nach Lauterbach, im Norden bis Bad Hersfeld und im Osten bis Geisa (Thüringen) reicht. Im Norden grenzt es an das Niederhessische, im Westen an das Mittelhessische, im Osten an das Thüringische, im Süden und Südosten an das Ostfränkische und im Südwesten an das Südhessische.
Nach Wiesinger umfasst der Dialektraum Osthessen den Fuldaraum von der Rhön bis Bad Hersfeld.

## Klassifizierung
Strukturell gehört das Osthessische im Fuldaer Land – wie schon in der älteren Dialektforschung richtig behauptet – zum Rheinfränkischen, es schließt sich  an seine nördlichen, östlichen und südöstlichen Nachbarn an. Heinrich J. Dingeldein vom Forschungsinstitut für deutsche Sprache an der Universität Marburg und Herausgeber des hessischen Sprachatlas stellte fest, dass das Osthessische „im  Vergleich zu den anderen hessischen Dialekten eine recht altertümliche Struktur“ aufweist und „gemeinsam mit dem Alemannischen und den Mundarten der Eifel als beharrsam innerhalb der hochdeutschen Dialekte“ gelte. Er stellte eine Ähnlichkeit des Fuldaer Dialekts mit dem Alemannischen  fest, da im Gegensatz zum Mittelhessischen und Rheinfränkischen die mittelhochdeutschen Langvokale i, ü (mhd. iu) und u (Monophthongierung wie im Niederdt.) nicht zu ei, eu und au durch Diphthongierung verändert wurden (niederdt.: „min nüwes Hus“/fuld.: „mi nei Huis“ statt „mein neues Haus“).

## Übergangsdialekte und Exklaven
In der Rhön verläuft eine Sprachgrenze zwischen dem Südwesten nach Nordosten, die die osthessischen und ostfränkischen Mundarten trennt. Die sprachlichen Übergänge zwischen dem Osthessischen und dem Mainfränkischen bzw. Ostfränkischen sind eher fließend. Als eigentliche Grenze nimmt man die unterschiedliche p-pf-Lautung an. Das Ostfränkische hat im 5. Jahrhundert die Verschiebung vom germanischen p zum neuen pf (Beispiel: Appel-Apfel) mitgemacht, das Hessische das alte p jedoch erhalten (siehe auch Germersheimer Linie).
Mundarten des Fuldaer Landes spricht man auch in Südungarn bei Pécs. Die deutschen Auswanderer, die dort in etwa zwanzig Dörfern lebten, u. a. in Feked, waren Anfang des 18. Jahrhunderts nach Ungarn ausgewandert. Sie nennen sich selber „Stiffoller“, was hochdeutsch Stiftsfuldaer bedeutet, da ihre Vorfahren dem Hochstift Fulda entstammten.

## Dokumentation
In den Jahren 2003 bis 2004 wurde das Tonarchiv osthessischer Mundarten (ToM) eingerichtet, in dem sich rund 400 Mundartproben, davon 137 Übersetzungen der so genannten 40 Wenkersätze befinden. Insgesamt verfügt das Archiv über Tonproben aus 79 Orts- und Stadtteilen des Fuldaer Landes. ToM wird im Medienzentrum des Landkreises Fulda geführt.